# Джоанна Зейгер
Джоанна Сью Зейгер (нар. 4 травня 1970) — американська тріатлоністка, яка є чемпіонкою світу за версією Ironman 70.3 (2008). Зейгер представляла США на літніх Олімпійських іграх 2000 року в триатлоні . Вона є автором «Мислення» чемпіонів — керівництво спортсмена щодо розумової стійкості.

## Біографічні відомості
Зейгер народилася в Балтиморі, штат Меріленд, виросла у Сан-Дієго, Каліфорнія, живе в Боулдері, штат Колорадо, єврейка. Вона відвідувала середню школу Патріка Генрі в Сан-Дієго, яку закінчила в 1988 році.
Вона та її сестра Лорі представляли США на Іграх Маккабії 1989 року, у єврейській Олімпіаді, у плаванні. Вона виграла золоту, срібну і дві бронзові медалі.
Зейгер відвідувала Університет Брауна, де проводила шкільні записи на 500 ярдів (460 м) вільний стиль, 1 000 ярдів (910 м) вільним стилем та 1 650 ярдів (1 510 м) вільний стиль, який вона встановила в 1991 році. Зейгер отримала ступінь доктора філософії в Школі громадського здоров'я університету Джона Хопкінса в Блумберзі в 2001 році. Змагальний біг та їзда на велосипеді були додані до її репертуару в 1992 та 1993 роках.
Джоанна Зейгер брала участь у першому олімпійському триборстві на літніх Олімпійських іграх 2000 року. Вона посіла четверте місце із загальним часом 2: 01: 25,74. Її роздільні часи становили 19: 45,58 для запливу, 1: 05: 38,30 для їзди на велосипеді та 0: 36: 01,86 для бігу. У цьому ж році вона зайняла п'яте місце на чемпіонаті світу ''залізних'' з часом 9:48:34. Вона є переможницею Ironman Brasil 2005 та Ironman Coeur d'Alene 2006.
2008 року Зейгер виграла чемпіонат світу Ironman 70.3 у місті Клірвотер, штат Флорида, з часом 4: 02,49.

## З відзнакою
Зейгер була визнана аматорським триатлоністом 1997 року. У 1998 році вона була визнана новачком року США у триатлоні 1998 року, а в 2000 році — триатлоністом року. Зейгер була відзначена Єврейським спортивним залом слави в березні 2001 р.

## Дивитися також
- Список єврейських триатлоністів